# Fergus Suter
Pour les articles homonymes, voir Suter.
Fergus « Fergie » Suter est un tailleur de pierre et footballeur écossais, né le 21 novembre 1857 et mort le 31 juillet 1916. Suter est considéré comme étant un des premiers footballeurs professionnels de l'histoire de ce sport.

## Biographie
Fergus Suter est né le 21 novembre 1857 à Glasgow et est le troisième fils d'un tailleur de pierre d'origine irlandaise. Il grandit dans le quartier de Partick et rejoint en 1876 le club de football local, le Partick Football Club.
En septembre 1878, il rejoint le Darwen Football Club, un club anglais. Officiellement, Suter travaille dans une usine de Darwen. Mais dans la pratique, il est payé par le patron de l'usine pour se consacrer au football.
Lors de la saison 1878-1879, Darwen devient le premier club ouvrier à atteindre les quarts de finale de la FA Cup. Ils sont éliminés par les Old Etonians à l'issue du deuxième match à rejouer (5-5 puis 2-2 et enfin une défaite 6-2).
La saison suivante, Suter est nommé capitaine de Darwen mais le club est éliminé au deuxième tour de la FA Cup par les Blackburn Rovers. À l'été 1880, Suter quitte Darwen pour rejoindre les Blackburn Rovers. Ce changement de club n'est pas accepté par les supporters de Darwen et une rencontre entre Darwen et les Rovers est interrompue par l'envahissement du terrain.
En 1882, Suter mène les Rovers en finale de la FA Cup, devenant ainsi le premier club du Nord de l'Angleterre à atteindre ce stade de la compétition. Ils s'inclinent 1-0 contre les Old Etonians.
Suter parvient finalement à remporter l'épreuve avec les Rovers à trois reprises : en 1884, 1885 et 1886.
En 1888, le championnat d'Angleterre est créé mais Suter ne joue qu'une seule rencontre : comme gardien de but, remplaçant l'habituel titulaire Herbie Arthur lors d'un match face à West Bromwich Albion.
Après sa carrière, Fergus Suter retourne à Darwen comme gérant de l'hôtel Millstone.

## Palmarès
Au cours de sa carrière, Fergus Suter remporte trois fois la FA Cup avec les Blackburn Rovers (1884, 1885 et 1886) et s'incline une fois en finale de cette compétition (en 1882).

## Postérité
Fergus Suter est le personnage principal de la mini-série télévisée sportive historique The English Game,.
Au printemps 2021, une fan britannique de la série, Jacqueline McAleese, est très touchée par l'histoire de Suter et décide de contacter le club de Blackburn pour l'inciter à restaurer la tombe du joueur, alors laissée totalement à l'abandon malgré la place importante de Fergus dans l'histoire du football. Elle commente : « Je sais qu'il n'est pas de ma famille et qu'il n'a rien à voir avec moi, mais son histoire a touché mon cœur. » Les Blackburn Rovers acceptent de prendre en charge la rénovation.